# Iyiridén
Iyiridén (en árabe: إيديرن‎, en francés: Iyedderène) es una localidad marroquí perteneciente al municipio de Beni Marganín, en la región Oriental. Desde 1912 hasta 1956 perteneció a la zona norte del Protectorado español de Marruecos.